# Larry Winget
Larry Winget (* 2. Oktober 1952 in Muskogee) ist ein US-amerikanischer Autor und Vortragsredner.

## Leben
Winget wird als Pitbull of Personal Development (Pitbull der Persönlichkeitsentwicklung) sowie The World's Only Irritional Speaker (weltweit einziger Irritationsredner) bezeichnet.
Er ist verheiratet und hat zwei Söhne. Winget lebt in Paradise Valley.

## Veröffentlichungen

### Bücher
- Menschen sind Idioten – und ich kann's beweisen!, Kulmbach (Börsenmedien AG) 2009, ISBN 3-941493-08-6.
- Halt den Mund, hör auf zu heulen und lebe endlich!, München (Heyne) 2009, ISBN 3-453-67022-1.
- Goodbye Pleite, hello Luxus, Kulmbach (Börsenmedien AG) 2008, ISBN 3-938350-72-5.
- Mach Deinen Job!, Kulmbach (Börsenmedien AG) 2007, ISBN 3-938350-44-X.

### Hörbücher
- Success Is Your Own Damn Fault!: The Unvarnished Truth about Business, Money, and Life, Nightingale Conant (1 CD, 12 min) 2009, ISBN 0-7435-7608-X.
- You're Broke Because You Want to Be: How to Stop Getting by and Start Getting Ahead Penguin (4 CD) 2008, ISBN 0-14-314442-1.
- People Are Idiots and I Can Prove It!: The 10 Ways You Are Sabotaging Yourself and How You Can Overcome Them Putnam (1 CD, 36 min) 2008, ISBN 0-14-314424-3.
- It's Called Work for a Reason: Your Success Is Your Own Damn Fault, Penguin (5 CDs, 6 Stunden) 2006, ISBN 0-14-314180-5.